# The Classic Guide to Strategy
The Classic Guide to Strategy è considerato da molti come il primo album in studio del compositore jazz d'avanguardia statunitense John Zorn, pubblicato nel 1983 dalla Lumina Records Limited.

## Descrizione

### L'album
L'album presenta una delle prime registrazioni che fecero risalto sull'abilità sperimentale di John Zorn. È costituito da due brani fatti totalmente da improvvisazioni su vari strumenti a fiato (principalmente sui sassofoni) che producono un effetto "cacofonico".

### La copertina
La copertina per questo album (e per il secondo volume) presenta una scritta in Kanji che si traduce in "terra" (e nel secondo volume si traduce in "acqua"). Queste scritte fanno riferimento a Il libro dei cinque anelli di Miyamoto Musashi.
Di fatti, i titoli dei brani fanno riferimento agli altri libri: il terzo volume fa riferimento al fuoco, e il quarto volume fa riferimento al vento.

## Tracce
Lato A
1. Senki (War Spirit) (riferito anche come Part 1) – 19:36

Lato B
1. The Man in the Cold Steam Like a Mirror (riferito anche come Part 2 - Cartoon Music) – 19:30

## Formazione
- John Zorn – sassofono contralto, sassofono soprano, clarinetti in mi bemolle e si bemolle